# 거대 분자운
거대 분자운은 태양 질량에 대략 103~107배에 달하는 질량을 가진 방대한 분자 가스의 집합체이다. (GMC) 거대 분자운들은 직경이 약 15~600 광년에 달한다(5~200 파섹). 태양 근처에서의 조 밀도는 입방 센티미터 당 한 개의 분자 정도이지만 GMC의 평균 조 밀도는 수 백 에서 수 천 배 더 크다. 비록 태양이 GMC보다 조 밀도가 더 클지라도 GMC의 부피는 너무나 도 방대해 태양에 비해 더 많은 질량을 가지고 있다. GMC의 기본 구조는 필라멘트, 시트, 거품, 불규칙한 덩쿨 모양의 복합체 구조로 되어있다. 필라멘트와 덩쿨 형태의 분자운의 밀집 부분은 분자 코어이라고 하는데, 가운데 가장 밀집된 분자코어는 조밀 분자 코어라고 칭하고 입방 센티미터 당 10,000~1,000,000개의 분자를 초과하는 조 밀도를 가진다. 관측에 의하면 전형적인 분자 코어들은 CO(일산화탄소)를 데리고 다니며 흔적을 남기고 조밀 분자 코어들은 암모니아를 데리고 다니며 흔적을 남긴다. 분자 내의 먼지의 응집은 보통 배경별에서 오는 빛을 차단하기에 충분해서 어두운 성운으로 보이는 실루엣이 나타난다. GMC들은 대단히 커서 한 지역의 GMC는 별자리의 중요한 부분을 가릴 수 있기도 한다. 이러한 고정된 GMC들은 굴드 벨트와 동시에 태양의 주위에 고리처럼 존재한다. 은하에 존재하는 분자운들의 가장 큰 반경이 120 파섹 정도의 은하 중심에 존재하는 비대칭 고리로 이 분자운 고리의 가장 큰 구성 요소는 궁수자리 B2 복합체이다. 궁수자리 지역은 호학적으로 풍부하고 천문학자가 성간 공간에서 새로운 분자를 찾기 위한 포본으로 종종 사용된다.

## 같이 보기
- 분자운
- 은하 중심